# Tyrone Sterkenburg
Tyrone Sterkenburg (Hilversum, 19 mei 2001) is een Nederlands worstelaar. 
Sterkenburg is opgegroeid in Hilversum en studeert samen met zijn tweelingbroer Marcel Sterkenburg aan het JCA in Amsterdam. Samen worstelen zij sinds hun 9e bij De Halter in Utrecht. Tyrone won op het WK 2021 de zilveren medaille in het Russische Ufa. Zijn broer Marcel won daar als eerste Nederlander in 43 jaar de gouden medaille in de juniorencategorie op het wereldkampioenschap in het Russische Ufa. In 2017 won Tyrone brons bij het Europese Kampioenschappen Grieks-Romeins worstelen.
Omdat hun vader (Willem Sterkenburg) een bokser was, bokst de tweeling vanaf hun 4e jaar. Van hun 6e tot 9e levensjaar zaten ze op Judo. Omdat er gezien werd dat ze daar aanleg en talent voor hadden zijn ze overgestapt naar vrije stijl en Grieks-Romeins worstelen. 
Gegevens:
- Nationaliteit: vader Nederlands, moeder Thais
- Geboorteplaats: Hilversum
- Geboortedatum: 19-05-2001
- Lengte: 1,81 cm
- Gewicht: 87 kg
- Discipline: Grieks-Romeins worstelen
- Hobby's: Boksen en BJJ
- Studie: Johan Cruyff Academie, Amsterdam (Commerciële economie, Hbo)
- Sportclub: De Halter (Utrecht)

Sportresultaten:
- 2e wereld kampioenschap junioren 2021
- 3e Europees kampioenschap cadetten 2017
- 1e open Pools kampioen senioren 2020
- 1e open Duits kampioen 2018
- 1e open Italië 2019
- 1e open Frankrijk u23 2018
- 3e Grand Prix Frankrijk senioren 2020
- 2e Grand prix Tsjechië cadetten 2016
- 3e grand prix Hongarije 2015
- 3x winnaar van goudengordel toernooi 2013-2015
- Benelux kampioen 2015
- 1e paastoernooi (grootste jeugdtoernooi van Europa) junioren 2019